# A koppányi aga testamentuma (regény)
A koppányi aga testamentuma Fekete István első regénye. 1937-ben az Országos Gárdonyi Géza Irodalmi Társaság regénypályázatán I. díjat nyert a regény.

## Tartalma
|  | Alább a cselekmény részletei következnek! |

Fekete István első regénye a török hódoltság idején játszódik Somogyban. Főhőse Babocsai László, egy végvári vitéz, akinek édesapját a koppányi aga, Oglu párviadalban legyőzte és megölte. László fogadalmat tesz arra, hogy ő viszont a koppányi agát öli meg egy újabb párviadalban. Fekete István regényének cselekménye e párviadalra való készülődéssel kezdődik 1586-ban a fonyódi (a regényben követett korabeli írásmód szerint fonódi) végvárban. Csomay Ferenc várkapitány hozzájárul ahhoz, hogy László megütközzön az agával, pedig megfogadta Babocsainénak, hogy megóvja a párviadaloktól Lászlót. A párbaj Babocsai László győzelmével végződik. Oglu halálos kimerültségében Babocsai Lászlóra hagyja vagyonát, és kéri azt is, hogy leányát, a magyar anyától született és keresztényként nevelkedett Zsuzskát vigye el az édesanyjához. Babocsai Gáspárné kezdetben ellenségesen fogadja, de igen hamar megszereti a lányt.
Időközben azonban a szomszédos végvárban, a Bolondvárban (a mai balatonszemesi Bagolyvár helyén állt) az ott várkapitány császári zsoldos, Kales Rudolf értesül az örökségről és csapdát állít Babocsai Lászlónak. Párviadalra hívja, de előtte tőrt vet neki és elrabolja. A börtönben László az új koppányi agának, Szinánnak a fiával, Szahinnal kerül egy tömlöcbe.
Mindkettőjüket kiszabadítja Bogics Markó horvát vitéz, aki cselhez folyamodik. A fonyódi várat fölmérő császári építésznek, az olasz Dellini mesternek elkéri néhány műszerét, és mint várfundáló mester sétál be Bolondvárra. Kales éppen a váltságdíjért indulna Szinán agához, amikor Bogics Markó Bolondvárra érkezik. Alig pakol ki a fonyódi csapat – és fog hozzá a vár fölméréséhez –, Kales elkéredzkedik Dellinitől. Kales tőrbe csalná Szinánt is, de a török aga kikerüli a csapdát. Időközben Bogics Markó társaival együtt fölfedezi László és Szahin börtönét, kiszabadítja őket és délnek fordul, hogy elkerülje Kales csapatát. Ők találkoznak Szinán csapatával, a beteg Lászlót Koppányba viszik, Bogics Markó pedig estére tér meg Fonyódra. Kales kapitány bosszúból föl akarja perzselni a Bézsenyben lévő Babocsai-birtokot, de a jobbágyok, ifjabb Máté vitéz segítségével lenyilazzák Kalest és néhány emberét. A regény végén a bézsenyi és a koppányi fiatalok között szerelem szövődik, és kettős házasságkötéssel ér véget a romantikus történet.
A tájleírás nagymestere gazdagon jellemzi ebben a korai regényében a középkori Magyarország délnyugati végvidékét, a várak között elterülő balatoni lápvilágot.
|  | Itt a vége a cselekmény részletezésének! |

## Főbb szereplők
- Babocsai László, végvári vitéz
- Oglu, a koppányi aga a történet kezdeti szakaszában
- Zsuzsanna (Dusmáta), Oglu lánya
- özvegy Babocsai Gáspárné, László anyja
- Csomay Ferenc, a fonódi végvár kapitánya
- Bogics Markó, horvát vitéz
- Kales Rudolf, császári zsoldos, a szemesi Bolondvár vallon nemzetiségű kapitánya
- Rimbás, Kales bizalmasa
- Dellini, császári szolgálatban álló olasz építész
- Szinán, török aga, Oglu utódja annak halálát követően
- Szahin, Szinán fia
- Aisa, Szinán lánya
- Máté vitéz, jobbágyfiú

## Feldolgozás
1967-ben azonos címmel film készült a regényből, amelyben a főszerepet Bessenyei Ferenc (Csomay kapitány) és Benkő Péter (Babocsai László) játszotta. A bolondvári jelenetek többségét Sümegen, kisebb részben Nagyvázsonyban forgatták, az egyéb jeleneteket pedig többek között Nemesvámoson.